# Biotopo Ontaneto di Cengles
Biotopo Ontaneto di Cengles este o arie protejată (arie specială de conservare — SAC, sit de importanță comunitară — SCI) din Italia întinsă pe o suprafață de 41 ha, integral pe uscat.

## Localizare
Centrul sitului Biotopo Ontaneto di Cengles este situat la coordonatele 46°37′14″N 10°38′15″E / 46.6206°N 10.6375°E.

## Înființare
Situl Biotopo Ontaneto di Cengles a fost declarat sit de importanță comunitară în septembrie 1995 pentru a proteja 16 specii de animale. Situl a fost protejat și ca arie specială de conservare în noiembrie 2016.

## Biodiversitate
Situată în ecoregiunea alpină, aria protejată conține 2 habitate naturale: Păduri aluvionare cu Alnus glutinosa și Fraxinus excelsior (Alno-Padion, Alnion incanae, Salicion albae), Liziere de ierburi înalte hidrofile de câmpie și de nivel montan până la alpin.
La baza desemnării sitului se află mai multe specii protejate:
- păsări (13): pescăruș albastru (Alcedo atthis), rață mare (Anas platyrhynchos), cocoșul de mesteacăn (Bonasa bonasia), caprimulg (Caprimulgus europaeus), porumbel gulerat (Columba palumbus), ciocănitoare neagră (Dryocopus martius), găinușă de baltă (Gallinula chloropus), sfrâncioc roșiatic (Lanius collurio), viespar (Pernis apivorus), cristei de baltă (Rallus aquaticus), sitar de pădure (Scolopax rusticola), turturică (Streptopelia turtur), sturz (Turdus pilaris)
- mamifere (3): liliac cârn (Barbastella barbastellus), liliacul mare cu potcoavă (Rhinolophus ferrumequinum), liliacul mic cu potcoavă (Rhinolophus hipposideros)

Pe lângă speciile protejate, pe teritoriul sitului au mai fost identificate 3 specii de plante, 13 specii de păsări, 1 specie de amfibieni, 1 specie de reptile.